# Nathusius Gewerbeanstalten Althaldensleben
Die Nathusius’schen Gewerbeanstalten (auch genannt Fabrik- und Manufacturanstalten zu Althaldensleben, Gewerbeanstalt Althaldensleben, Althaldensleber Gewerbeanstalt, Oekonomie- und Gewerbeanstalt Althaldensleben bei Magdeburg, Nathusius Gewerbeanstalten Althaldensleben, Gewerbeanstalt zu Althaldensleben bei Magdeburg oder Nathusius landwirtschaftliche Gewerbe-Anstalt) in und um Althaldensleben bestanden in der ersten Hälfte des 19. Jahrhunderts. Sie waren ein Unternehmenskomplex aus organisatorisch eng miteinander verknüpften Gewerbebetrieben, der als erster Mischkonzern des frühindustriellen Deutschlands gilt. Dieser Firmenverbund mit seinen bis zu 35 eigenständigen Gewerbeeinheiten war Vorbild unternehmerischen Schaffens im 1836 entstandenen Grossroman Die Epigonen von Karl Leberecht Immermann. Im Umfeld und in der Nachfolge der Nathusius Gewerbeanstalten entstanden vielfältig neue wirtschaftliche Aktivitäten, die nicht nur der Stadt Haldensleben zu ihrer frühen Industrialisierung verhalfen, sondern auch die Entstehung der später bedeutenden Magdeburger Schwerindustrie (besonders den Maschinenbau) befruchteten.

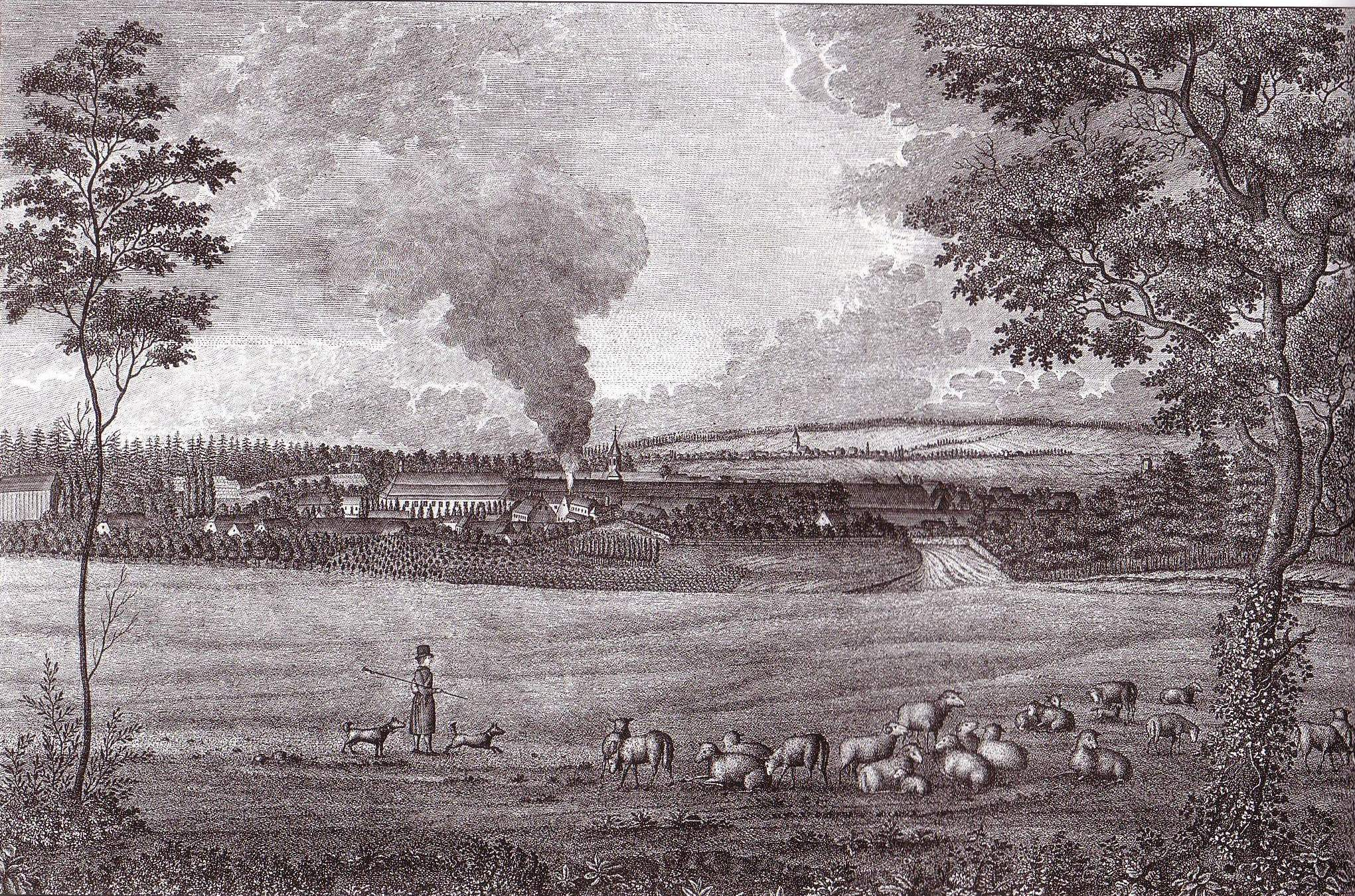
Ansicht von Althaldensleben um 1835 aus etwa südlicher Richtung. Gut erkennbar der große ehemalige, helle Klosterkomplex links der Bildmitte. Weiter links davon, teilweise verdeckt von 4 Pappeln (auf der Rousseau-Insel des Landschaftsparks) und leicht erhöht, stehen die insgesamt sechs Gewächshäuser. Ganz links am Bildrand die große Tabakscheune. Rechts des Klostergebäudes befindet sich eine stark rauchemittierende, 1815 errichtete Gebäudegruppe, in der sich die Steingut- und Porzellanmanufakturen befanden. Vor den Gebäuden sind verschiedene Anpflanzungen der Baumschule erkennbar. Im Hintergrund liegt Neuhaldensleben mit dem Turm der Marienkirche.

## Geschichtlicher Überblick
Die Entstehung, Blüte und der Untergang der Gewerbeanstalten in Althaldensleben fällt in eine Zeit komplexer politischer und damit verbundener wirtschaftsstruktureller Veränderungen im heutigen Sachsen-Anhalt.

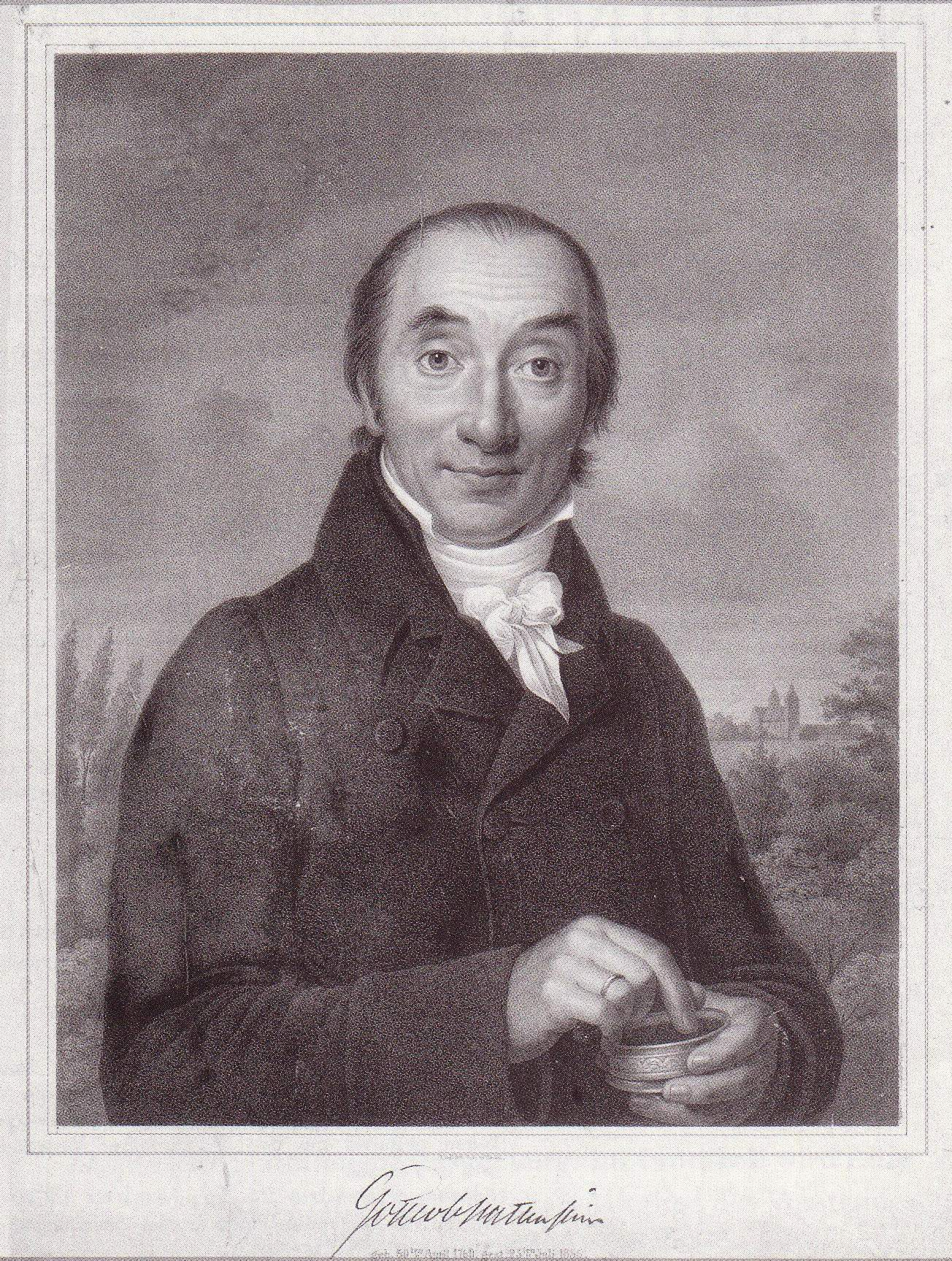
Johann Gottlob Nathusius (1760–1835), Magdeburger Kaufmann und Begründer der Althaldensleber Gewerbeanstalt

### Königreich Preußen
Seit der Machtübernahme Friedrich Wilhelms von Brandenburg war Magdeburg eine brandenburgisch-preussische Festungsstadt. Neben dem Ausbau der Festungsanlagen durch den Fürsten Leopold von Anhalt-Dessau profitierte Magdeburg damals von einer staatlichen Wirtschaftsförderung (Tabak, Fayencen, Textil, Seide, Zichorien, Zuckerrüben) die es – trotz zunehmender Erschwernisse seit dem Beginn der Koalitionskriege 1792 – zu einer der bedeutendsten und reichsten Städte Preußens machen sollte. Auch die gemäßigt-liberale Wirtschaftspolitik von Friedrich Wilhelm II., der staatliche Monopole aufhob (Tabak, Kaffee, Zucker) und Zölle und sonstige Abgaben (Seide, Baumwolle) reduzierte, stimulierte das Unternehmertum.
So war auch der Magdeburger Kaufmann Johann Gottlob Nathusius als Händler von Kolonialwaren zu Wohlstand gekommen und hatte mit seinem Geschäftspartner Johann Wilhelm Richter 1787 die Schnupftabak-Fabrik Richter & Nathusius in Magdeburg gegründet. Damit waren aus den Händlern auch Fabrikanten geworden. 1793, zum Zeitpunkt als Richter starb, beschäftigte diese Fabrik bereits 130 Personen. Ende des Jahrhunderts arbeiteten 300 Menschen in der Fabrik, etwa die Hälfte der in Magdeburg verarbeiteten 22.000 Zentner Tabak wurden hier verwertet. Zu Beginn des 19. Jahrhunderts war Nathusius zum reichsten Magdeburger Bürger geworden. Da sich der Import der Tabakblätter wegen steigender Steuern und Zölle ständig verteuerte, entschloss Nathusius sich, ein Gut in der Umgebung Magdeburgs zu erwerben und dort selber Tabak anzubauen. Die weitere politische Entwicklung ergab für Nathusius die Möglichkeit, seinen Plan zu verwirklichen.

### Königreich Westphalen
Der Schlacht bei Jena und Auerstedt, bei der die preußische Armee im Oktober 1806 vernichtend geschlagen wurde, folgte 1807 der Tilsiter Frieden, demzufolge Magdeburg und Umgebung an das durch ein Dekret Napoleon Bonapartes zum 1. September 1807 geschaffene Königreich Westphalen fielen. Zum 1. Januar 1808 wurde im französischen Satellitenstaat der Code Napoléon eingeführt, der die Gleichheit aller Staatsbürger vor dem Gesetz herstellte. Damit fielen auch die letzten Privilegien des Adels (Steuerfreiheit, Ämteranspruch, ..), das Bürgertum konnte nun unbeschränkt am Wirtschaftsleben teilnehmen.

#### Althaldensleben und Hundisburg
Im Jahr 1810 erließ die westfälische Regierung (Jérôme Bonaparte, ein Bruder Napoleons regierte das Königreich Westphalen) einen Erlass, nach dem die bisherigen Nonnenklöster des Königreichs zu säkularisieren und anschließend zu verkaufen seien. Im Juni 1810 kaufte Nathusius für 450.000 Francs („… denselben Tag auf ein Brett gezahlt …“) das vormalige Kloster Althaldensleben bei Haldensleben.
Der auf eine Gründung im Jahre 1228 zurückgehende Zisterzienserinnen-Besitz bestand aus einem großen Klostergebäude, einem land- und forstwirtschaftlichen Hauptgut in Althaldensleben von etwa 1.200 Hektar Größe sowie einem landwirtschaftlichen Vorwerk in Glüsig mit weiteren 200 Hektar Landbesitz. Die ältesten Teile des Klostergebäudes stammten aus dem 13. Jahrhundert, die Land- und Forstwirtschaft befanden sich in einem schlechten Zustand. Die Wälder waren zu Zeiten der Klosterwirtschaft nach und nach abgeholzt worden, anstatt neue Kulturen anzulegen, hatte man sie sich selbst überlassen. Der Viehbestand war so heruntergekommen, dass die einzelnen Felder nur alle neun Jahre Dünger erhalten hatten.

„Durch die Folgen des Krieges änderten sich meine Verhältnisse. Meine bedeutende Tabaksfabrik, welche vor dem Kriege mehr als 300 Menschen täglich beschäftigte, kam dadurch, daß Magdeburg vom preußischen Staat gerissen wurde und durch den Mangel an ausländischem Materiale in Abnahme und auch meine Handlungsgeschäfte lagen darnieder. Um meine Fonds zu sichern und um mehr Beschäftigung zu haben, kaufte ich das Gut Althaldensleben. Ich übernahm es aber in einem solchen deteriorierten Zustande, das es vom Ackerbaue geradezu keinen Ertrag gab. Der Acker war verqueckt und mit dem Dünger war man kaum in zehn Jahren herumgekommen. Es waren also Industriezweige nötig, um den Viehstand zu vervielfältigen.“

Bereits ein Jahr später konnte Nathusius auch das Nachbargut Hundisburg mit dem gleichnamigen Barockschloss erwerben. Das von dem hannoveranischen Staatsminister Johann Friedrich II. von Alvensleben errichtete größte barocke Landschloss Sachsen-Anhalts konnte von seinen Erben nicht mehr finanziert werden. Der gesamte Besitz war hoch verschuldet und am 13. November 1811 wurde er auf Verlangen der Gläubiger von dem damaligen Königlich Westpfählischen Civil-Tribunale zu Neuhaldensleben versteigert. Nathusius, der bereits Hauptgläubiger war, erhielt den Zuschlag.
Auch dieser etwa 750 Hektar große Neuerwerb war abgewirtschaftet. Der Landbesitz lag verstreut, die Böden waren erschöpft, die Forsten zum Teil abgeholzt und der wertvolle Eichenwald „Gräwig“ bereits verkauft. Die prächtigen Gemächer des Schlosses enthielten nur noch Gärtenbänke, alles andere war von den Alvensleben’schen Erben bereits verkauft worden.

#### Aufbau der Gewerbeanstalten
Als Kaufmann erwartete Nathusius eine angemessene Verzinsung des in den Kauf der beiden Güter investierten Kapitals. Da der Verkauf landwirtschaftlicher Roherzeugnisse wenig Gewinn versprach, entschied er sich, durch die Verarbeitung geeigneter Produkte vor Ort und eine so entstandene Fertigungstiefe einen höheren Anteil am Wertschöpfungsprozess zu erzielen.

„… wo dieser berühmte Mann es sich zur Aufgabe gemacht hatte, die eigenen Produkte auf die eine oder andere Art durch die Verbindung mannichfacher Fabriks- und Gewerbezweige vortheilhaft zu verarbeiten und umzusetzen, und dadurch einen Ertrag zu erzielen, der bei dem blossen Verkauf der rohen Erzeugnisse der Wirthschaft durchaus unmöglich gewesen wäre …“

Zunächst war eine Effektivitätssteigerung in der Althaldensleber Bodenbearbeitung notwendig. Die Landwirtschaft musste möglichst alle benötigten Rohprodukte für die geplanten agrarindustriellen Einrichtungen liefern und durfte deshalb nicht mehr – wie bislang, rotierend – zur Regenerierung brach liegen. Das Holz teilweise noch vorhandener Eichen- und Buchenbestände wurde mangels Stein- und Braunkohle verfeuert. Gerodetes Land wurde fast ausschließlich mit Nadelholz, zumeist mit Kiefern, neu aufgeforstet, weil diese schneller Nutzen brachten. Auch wurde der Abbau von Bodenschätzen geprüft und begonnen. 1812 wurde die Austreibung des Viehs inhibiert, sowohl für das Kloster wie für die Gemeinde. Das führte zu einem sozialen Umschwung der Verhältnisse. Nur solche Vorprodukte sollten von außerhalb des Verbundes zugekauft werden, die man selbst nicht billiger produzieren konnte. Das Ineinandergreifen von Landwirtschaft und Produktion, der Grundsatz, auf den sich seine Unternehmungen aufbauten, wollte Nathusius für den ganzen Staat gelten lassen. Seiner Ansicht nach beruhte darauf der eigentlich dauernde Wohlstand eines Gemeinwesens, wie der des einzelnen Wirtschaftssubjektes.
Auch die Hundisburger Landwirtschaft wurde modernen Produktionsmethoden angepasst. Daneben wurden schnell weitere Gewerbe etabliert, so dass in Schloss und Dorf Hundisburg bald schon ganz anders als zu den Zeiten ländlich-feudaler Lebensart der Alvenslebens gewirtschaftet wurde. Hier wurden vorwiegend Produktionsstätten zur Metallgewinnung und -Verarbeitung angelegt. Außerdem entstand eine Branntweinbrennerei und ab 1814 wurden hier auch sogenannter „Schweizer Käse“ hergestellt und künstlicher Marmor produziert. Nathusius legte ein umfangreiches Naturalien- und Kunstkabinett im Schloss an, das weniger privaten, sondern vielmehr wissenschaftlich-geschäftlichen Zwecken dienen sollte.

### Preußische Provinz Sachsen
Als Ergebnis des Wiener Kongresses 1815 entstand die preußische Provinz Sachsen mit der Landeshauptstadt Magdeburg. Ebenfalls noch 1815 wurde der Deutsche Bund mit seinen bis zu 30 Mitgliedsstaaten (bzw. -Städten) gegründet. 1834 etablierte sich der Deutsche Zollverein. Damit entstanden günstige Voraussetzungen für eine auf industrieller Produktion basierende wirtschaftliche Entwicklung der Magdeburger Region.

#### Bekannt in Deutschland
Ihren Höhepunkt erreichten der Gewerbeanstalten in den 1820er Jahren. Die Verknüpfung der unterschiedlichen Gewerbe zu einem integrierten Produktions-Konzern und die ersten frühindustriellen Unternehmungen (Zuckerfabrik, Maschinenfabrik) führten nicht nur zu in dieser Zeit noch unbekannten Beschäftigtenzahlen (ca. 1300 Arbeiter und Angestellte), sondern waren in ihrer ländlich-räumlichen Ausdehnung unbekannt. Sowohl die tief diversifizierte Arbeitsteilung, die klare Zuordnung von Verantwortlichkeiten und die Führung des Konzerns in einzelnen Profitcentern erregten weit über Magdeburgs Umgebung hinaus Aufmerksamkeit bei Landwirten, Unternehmern, Politikern und Wissenschaftlern. Die Anstalten wurden bald in allen großen deutschsprachigen Enzyklopädien erfasst. Die Neuartigkeit der Nathusius’schen Unternehmungen und ihre Verknüpfung führten in zeitgenössischen Beschreibungen allerdings häufig zu Übertreibungen, sowohl die Dimension der einzelnen Gewerbe betreffend wie auch den Erfolg ihrer Geschäftstätigkeit. Auch das Vermögen von Johann Gottlob Nathusius selbst wurde mitunter überschätzt.

#### Der Niedergang
Bereits Ende der 1840er Jahre existierten die Gewerbeanstalten in Form eines integrierten Produktionskonzerns nicht mehr. Als letzte industrielle Unternehmung wurde 1847 die Porzellanfabrik geschlossen, die berühmte Maschinenfabrik in Hundisburg und die bedeutende Zuckerfabrik in Althaldensleben gab es zu dem Zeitpunkt schon lange nicht mehr.
Der Niedergang der vormals so bekannten Gewerbeanstalten hatte mehrere Gründe. Politische Rahmenbedingungen hatten sich verändert, die liberale preußische Wirtschaftspolitik nach der französischen Besetzung führte zu einem Preisverfall im Zuckermarkt, in dessen Folge die Rübenzuckerfabrikation unrentabel wurde. Der Anschluss an den Zollverein setzte die Porzellanfabrik durch die kostengünstiger produzierende thüringische Porzellanindustrie ebenfalls unter Preisdruck. Aber auch die schnelle technische Entwicklung und der hohe Innovationsdruck der beginnenden Industrialisierung in den einzelnen Branchen führte zu zunehmend stärkerer Konkurrenz spezialisierter Firmen gegenüber dem breit diversifizierten Unternehmen. Schließlich verlor Nathusius selbst seine Schaffenskraft und konnte oftmals nicht das geeignete Leitungspersonal für seine vielen Unternehmungen finden. Bei der Auswahl von leitenden Mitarbeitern traf er Fehlentscheidungen, es kam zu Unterschlagungen. Nach mehreren Zwischenfällen stellte Nathusius als bereits 68-jähriger im Jahr 1828 noch einmal das Organisations- und Führungsschema komplett um und tauschte das Leitungspersonal der Gewerbeanstalten weitgehend aus:

„… aus triftigen Gründen alle meine Officianten und Vorsteher entlassen und mir neue gewählt. Ich habe ein ganz neues System angenommen und befinde mich dabei viel besser als vorher …“

Nathusius’ Söhne, von ihm als Nachfolger der Anstalten vorgesehen, waren bei seinem Tod 1835 noch sehr jung, einzig der älteste Sohn Hermann von Nathusius hatte bereits 1830 die Landwirtschaft in Hundisburg übernommen. Philipp von Nathusius, der bereits 1832 in das Kontor der Porzellan- und Steingutfabrik eingetreten war, übernahm zunächst die Landwirtschaft in Althaldensleben und die Leitung der meisten Gewerbe. Wenn offiziell auch der älteste Bruder Hermann sowie die Mutter als Ehrenvormund für die noch minderjährigen Erben eingesetzt waren, verwaltete Philipp de facto die Gewerbe, die den jüngeren Brüdern bestimmt waren. Sein Bruder Wilhelm von Nathusius sollte nach einer entsprechenden Ausbildung die Porzellanfabrik übernehmen. August von Nathusius war als zukünftiger Leiter der Obstweinkelterei vorgesehen. Wie auch bei Philipp selbst, stellte sich bald heraus, dass auch seine Brüder andere Interessen hatten. Die Landwirtschaft in Althaldensleben übernahm 1848 zwar Heinrich von Nathusius. Weder Wilhelm noch August wollten aber auf den ihnen zugeteilten Positionen arbeiten. Beide übernahmen familieneigene Güter im Magdeburger Raum und widmeten sich dort auch wissenschaftlichen Untersuchungen. Das zunächst noch im Besitz von Philipp verbliebene Vorwerk in Glüsig wurde zu einem späteren Zeitpunkt an die Zuckerfabrik Ackendorf verkauft. Außer den beiden Landwirtschaften in Hundisburg und Althaldensleben und den noch weiterbetriebenen Bier- und Branntweinbrauereien wurde nur die Baumschule bis in die 1890er Jahre erhalten, mit allerdings ständig abnehmender Bedeutung. Auch der noch nach dem Tod Johann Gottlob Nathusius’ weiterbetriebene Kupferhammer in Hundisburg wurde 1843 demontiert.

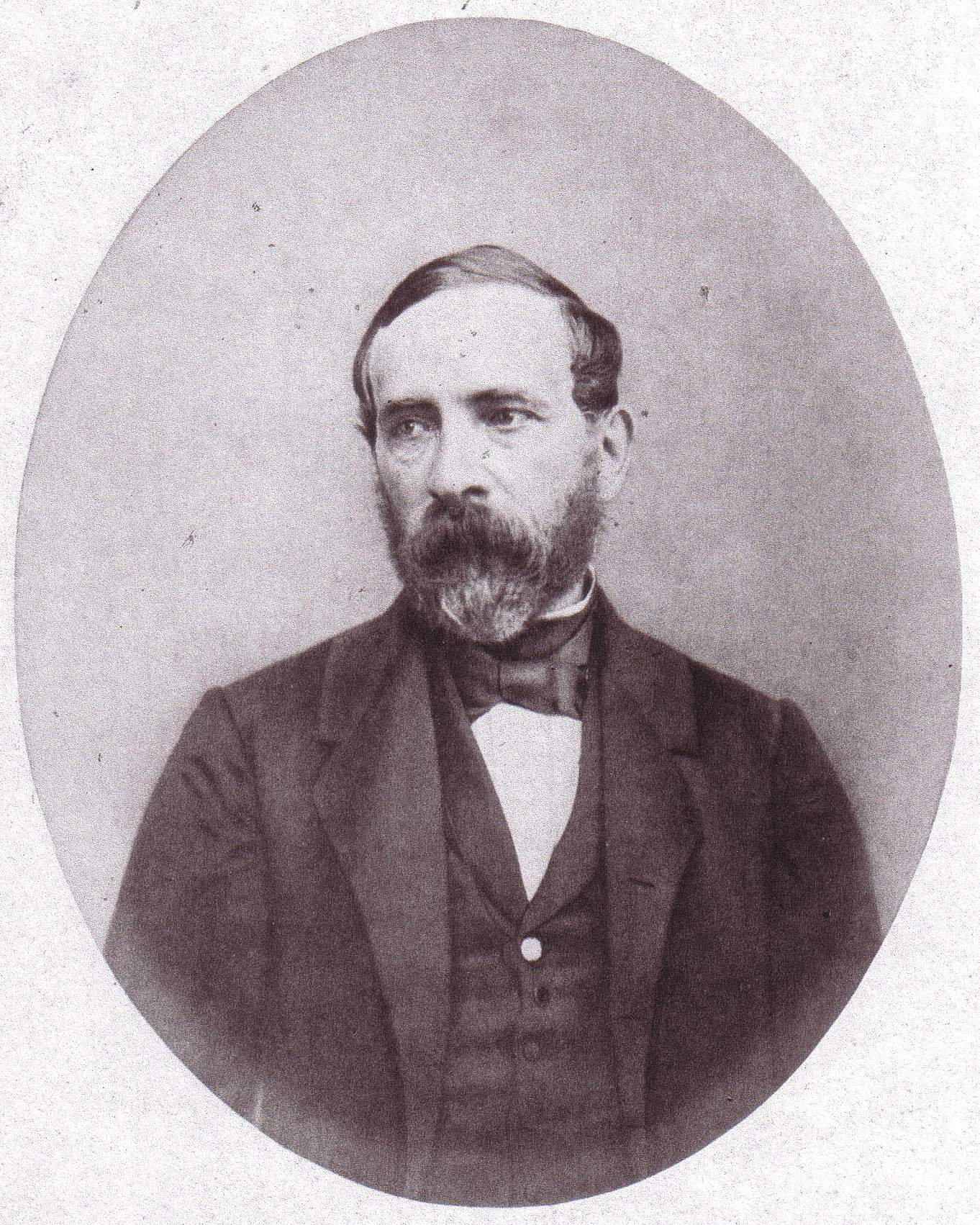
Hermann von Nathusius (1809–1879), Erbe des Besitzes Hundisburg
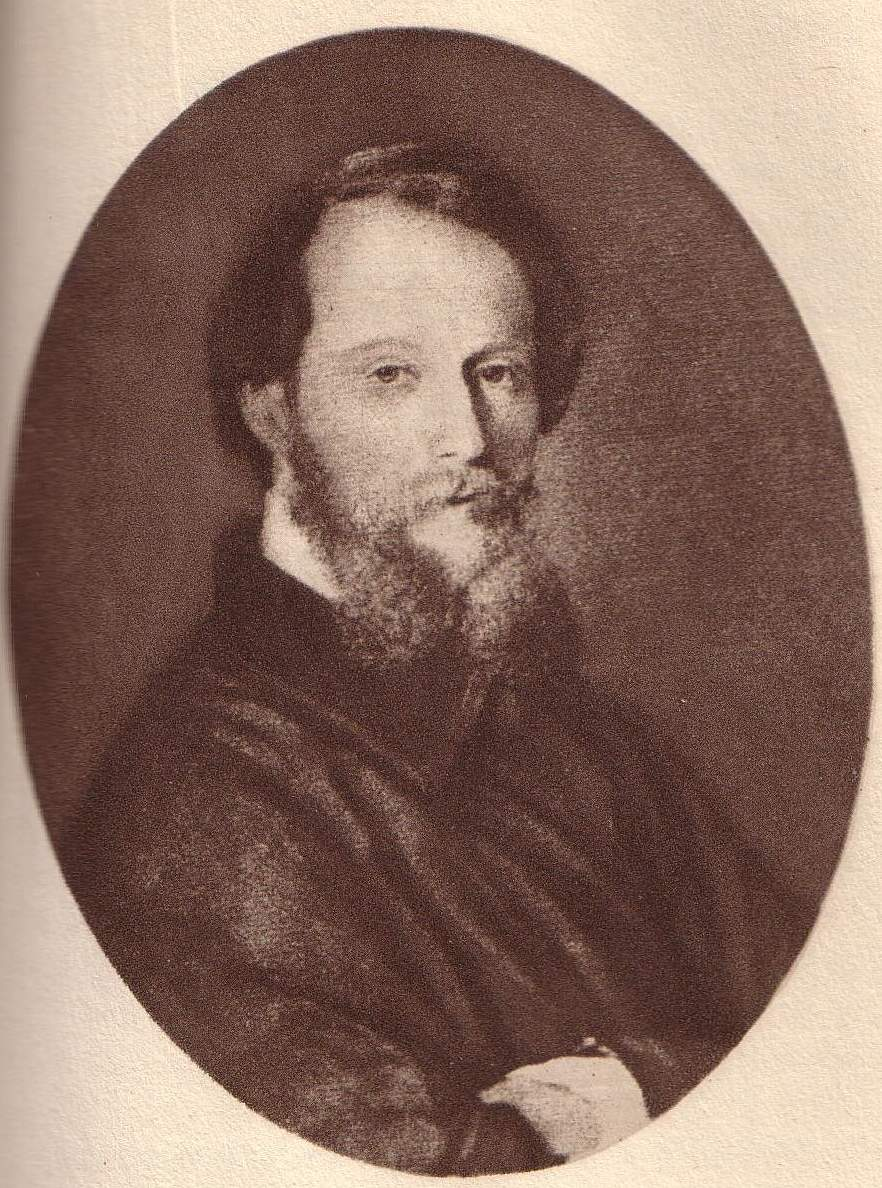
Philipp von Nathusius (1815–1872), Verwalter der Gewerbeanstalten
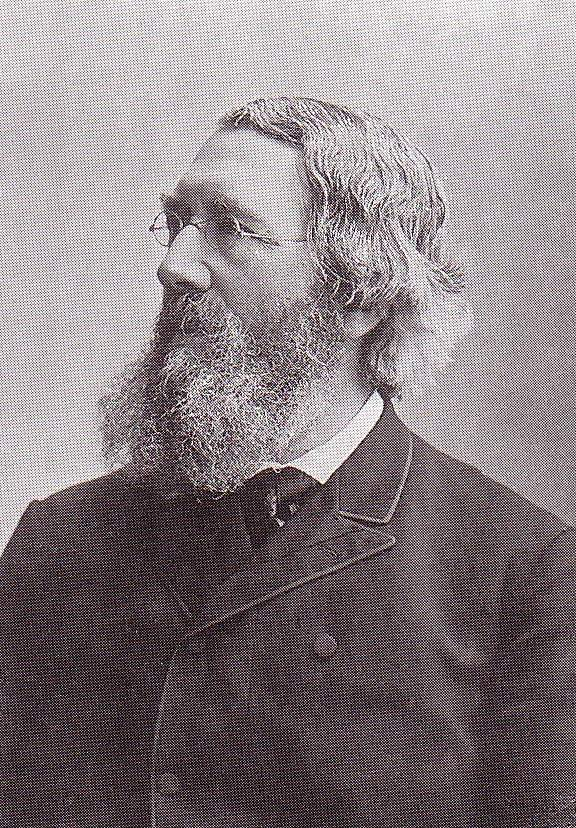
Heinrich von Nathusius (1824–1890), Besitzer auf Althaldensleben
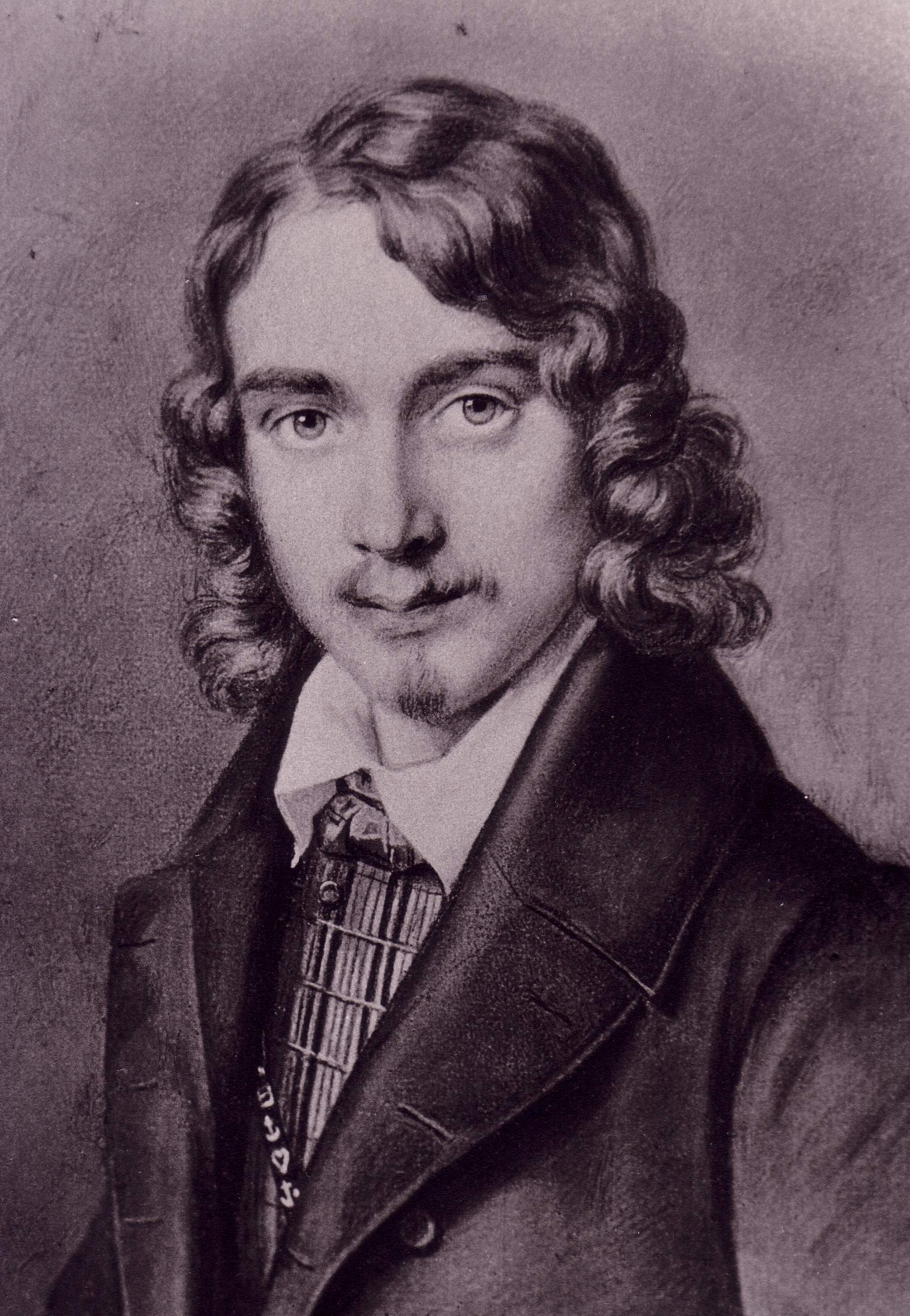
August von Nathusius (1818–1884), Besitzer auf Meyendorf

## Das Konglomerat
Der Gewerbeverbund wurde nach einer „Aufstellung über sämtliche Betriebe in Hundisburg, Althaldensleben, Glüsig und Magdeburg“ von ca. 1817 in folgende Bereiche gegliedert:
- Zentralverwaltung und Bauinspektion
- Tabakfabrik in Magdeburg
- Steingutfabrik in Althaldensleben mit Gipsbrennerei, Gips-, Ton- und Walkmühle
- Landwirtschaftlicher Betrieb („Ökonomie“) in Althaldensleben mit Branntweinbrennerei, Schmiede und Stellmacherei
- Landwirtschaftlicher Betrieb in Hundisburg mit Schweizerkäsefabrik
- Landwirtschaftlicher Betrieb in Glüsig mit Stärkefabrik
- Forstwirtschaft in Althaldensleben, Hundisburg und Glüsig
- Mehl-, Grieß- und Graupenmühlen mit Nudelfabrik sowie Ölmühlen mit Speiseöl-Raffinerien in Althaldensleben und Hundisburg
- Plantagen und Gärten in Althaldensleben, Hundisburg und Glüsig
- Brauerei, Mälzerei und Bieressigfabrik sowie eine Böttcherei in Althaldensleben
- Zuckerraffinerie in Althaldensleben
- Obstweinkelterei in Hundisburg
- Weinsessig-, Likör- und Mostrichfabrik in Althaldensleben
- Kupferhammer, Ziegeleien und Steinbrüche in Althaldensleben und Hundisburg
- Eisengießerei und Maschinenfabrik in Hundisburg
- Verwaltung der Vorräte, der Warenschulden, der Einzelhandlung sowie der Niederlassung in Magdeburg

Außerdem gab es eine „Wissenschaftliche Anstalt zum rationellen Betrieb fürs Ganze“, ein „Chemisches Laboratorium“ (an anderer Stelle auch als „wissenschaftliche Versuchsstation“ bezeichnet), eine Bibliothek, eine Steindruckerei, einen botanischen Garten, ein „Kabinett von physikalischen und mathematischen Instrumenten“ und ein „Modellkabinett“. Schließlich auch ein Naturalien- und Kunstkabinett sowie Sammlungen von Kupferstichen, Gemälden und Zeichnungen.
Friedrich Benedict Weber veröffentlichte 1819 in einer „Tabelle zur Übersicht des technischen und ökonomischen Betriebs zu Althaldensleben und Hundisburg“ eine detailliertere, teilweise abweichende, nach seiner Auskunft von Johann Gottlob Nathusius übernommenen Gliederung der Gewerbeanstalten in „Abtheilungen oder Departements“:
- Zentralverwaltung – firmierte als Nathusius Central-Bureau
- I. Tabakfabrik in Magdeburg
- II. Maschinenfabrik in Hundisburg: Kupferhammer, Eisengiesserei, Bleiröhrenzug
- III. Steingutfabrik in Althaldensleben: Ziegeleien, Gipsbrennerei, Steindruckerei, Frachtfuhrwerk
- IV. Ökonomien in Althaldensleben (mit: Branntweinbrennerei, Pottaschesiederei, Schmiede und Stellmacherei), in Hundisburg (mit: Schmiede und Schweizerkäsefabrik) sowie in Schricke[32] (mit: Forstwirtschaft und Branntweinbrennerei) – firmierte als Nathusius Ökonomie-Administration
- V. Forstwirtschaft in Althaldensleben
- VI. Plantagen und Gärten in Althaldensleben und Hundisburg
- VII. Landwirtschaftliche Gewerbe mit zwei Abteilungen – firmierte als Nathusius landwirtschaftliche Gewerbe-Anstalt
  - Erste Verwaltung: Öl- und Mahlmühlen in Althaldensleben und Hundisburg, Speiseöl-Raffinerie, Walk- und Gipsmühle, Steinbrüche, Zuckerfabrik, Essigfbrik
  - Zweite Verwaltung: Malzerei, Bierbrauerei, Böttcherei, Handel
- VIII. Wissenschaftliche Anstalt: Labor, „Cabinet physikalischer Instrumente“, Bibliothek, „Naturalien- und Kunst-Cabinet“
- IX. Niederlassung in Magdeburg – firmierte als Nathusius Producten- und Fabrikatenniederlage

Berzelius vermerkte 1830 auch noch das Vorhandensein einer Schneidemühle (Sägewerk).

### Organisationsstruktur, Finanz- und Rechnungswesen
Nathusius selbst stand dem Direktorium der Zentralverwaltung („Centralbureau“) vor. Jeder Unternehmensbereich („Departement“) hatte einen Geschäftsführer („Vorsteher“). Die Buchhaltung der einzelnen (zehn) Departements gemäß Weber wurde teilweise noch im kameralistischen Verfahren, zum Teil bereits in Form der doppelten Buchhaltung geführt. Insgesamt wurden 24 separate Kassen gehalten, die eine Einnahmen- und Ausgaben-Betrachtung der einzelnen Gewerbe ermöglichten. Es gab eine jährliche Inventur und Ertragsberechnung, die der Zentralverwaltung vorgelegt und von dieser revidiert wurde. Da die Gewerbe untereinander handelten, aber keine regulären Zahlungsmittel binden sollten, wurde eine Verrechnungswährung eingeführt. Diese sogenannten „Cassen-Scheine“ im Gesamtgegenwert von 10.000 preußischen Reichstalern wurden von der Zentralverwaltung herausgegeben, sie zirkulierten in den Einzelkassen. Die einzelnen Gewerbe mussten für die geliehene Hilfswährung einen Zinssatz von 5 % entrichten. Da diese Gewerbeanstalten-Währung stets gegen reguläres Geld eingewechselt werden konnte, wurde sie in Althaldensleben und Umgebung ein weithin akzeptiertes Zahlungsmittel auch außerhalb der Nathusius’schen Betriebe.

### Vertrieb und Logistik
In Magdeburg und Althaldensleben wurden Geschäfte eingerichtet, die den Einzelhandels-Verkauf der Produkte der Gewerbeanstalten übernahmen. Da die vorhandenen, ungepflasterten Wege in einem schlechten Zustand waren, ließ Nathusius an ihrer Stelle sieben befestigte Straßen anlegen, um die einzelnen Gewerbe miteinander zu verbinden: von Althaldensleben bis zur Ackendorfer Grenze (inkl. einer Brücke), von Althaldensleben bis zur Wedringer Grenze, von Althaldensleben bis Hundisburg (inkl. einer Brücke), vom Hundisburger Lustgarten zum Steinbruch (Richtung Alvensleben), von der Ziegelei nach Bülstringen, von Althaldensleben bis zur Ziegelei (die „Lindenallee“) und von Hundisburg bis zur Ziegeleischeune.

## Die einzelnen Gewerbe

### Landwirtschaft und Viehzucht
Die landwirtschaftlichen Betriebe wurden nach der Übernahme auf moderne Produktionsmethoden umgestellt. Der Landwirtschaftsreformer Albrecht Daniel Thaer beriet beim Übergang auf eine moderne 13-schlägige Wechselwirtschaft (in Althaldensleben; in Hundisburg wurde zunächst noch die Dreifelderwirtschaft betrieben) und vermittelte geeignete Ackergeräte. Bei der Viehhaltung wurde anstelle der vorher betriebenen Wiesenwirtschaft die Stallfütterung eingeführt. So konnten die Bestände bei Rindern und Milchkühen sowohl in Althaldensleben wie in Hundisburg stark ausgebaut werden. Es wurden Tiroler Grauvieh und Friesen gehalten und als Zug- und Mastvieh wie zur Milchproduktion verwendet. In Hundisburg wurde außerdem eine Fohlenzucht für Mecklenburger Warmblut etabliert. Die vorhandenen Schafherden wurden veredelt, zum Teil mit Tieren der damals bekannten Rochsburger Schafzucht. In der stark ausgebauten Schweinezucht wurden Abfälle der Brauerei verfüttert.
Die landwirtschaftlichen Betriebe der Gewerbeanstalten hatten jährlich 5 % des Buchwertes der betriebenen Gebäude, Anlagen und landwirtschaftlichen Flächen als Pachtzins an die Zentralverwaltung zu bezahlen.

#### Tabakpflanzenanbau
Ziemlich bald nach Übernahme des Althaldensleber Klostergutes wurde auf großen Teilen des an der Beber liegenden, vormaligen Wiesengeländes eine Tabakplantage angelegt. Einer der Gärtner wurde nach Amersfoort in Holland geschickt, wo sich neben einem Handelsplatz auch bedeutende Tabakkulturen (in der gesamten Provinz Utrecht) befanden. Von dort brachte der Entsandte Pflanzensamen und Grundkenntnisse der holländischen Anbautechniken mit. So konnten in Althaldensleben Tabakblätter erzeugt werden, die „zwei Magdeburger Ellen“ Länge hatten und die notwendige Schwere und Öligkeit aufwiesen. Zum Trocknen der geernteten Blätter wurde eine große Tabakscheune errichtet. Es wurden zwei Sorten angebaut – Bauern-Tabak sowie ein Kultur-Tabak. Der Preis für einen Zentner schwankte zwischen 7 und 10 Talern. Sein Ende fand der Tabakanbau in der Region in den 1880er Jahren. In den Gewerbeanstalten war er schon sehr viel früher eingestellt worden.

### Lebensmittelproduktion
Die Tabakfabrik Gottlob Nathusius gehörte formell zwar zur Gruppe, befand sich aber in Magdeburg und nicht auf dem Gelände der Gewerbeanstalten in Althaldensleben-Hundisburg. Sie bestand von 1786 bis 1950 und gehörte vor dem Zweiten Weltkrieg zu den größten und bekanntesten Tabak- und Zigarrenfabriken Deutschlands. Sie blieb bis zur Enteignung 1950 in der Hand der Familie und wurde von fünf Generationen geführt. Auch die Alkoholbrennerei in Schricke soll hier nicht behandelt werden.

#### Speiseölproduktion
Die bis zur Säkularisation als Dominamühle bekannte Getreidemühle des Klosters ließ Nathusius zu einer Ölmühle umbauen. Hier wurden selbstangebaute und auch zugekaufte Oelfrüchte verarbeitet. Dazu gehörte auch Mohn. Das feinste Mohnöl (die Vorpresse) wurde auf etikettierte Flaschen gezogen und als Salatöl verkauft. Bekannt und beliebt waren auch der Saat- und Mohnkuchen sowie Rübsaatöl. Rückstände des Auspressens wurden als Beigabe zum Viehfutter verwendet. In der Börde gab es damals große Mohnfelder. In der Mühle wurde anstelle eines bis dahin üblichen Stempels eine Quetschwalze verwendet. In der angeschlossenen „Ölraffinerie“ wurde das aus den Samen gepresste Öl gereinigt, indem es in ein großes Fass mit einem Flügelrührer gefüllt wurde und hier pro Zentner mit 1,5 Pfund Schwefelsäure gemischt wurde. Weitere Destillationsverfahren erfolgten mit Wasser. Der Reinigungsprozess dauerte zwei Tage.

#### Obstweinproduktion
1820 begann in Althaldensleben die Obstweinproduktion. Ziel war es, kein bloßes Sommergetränk wie den damaligen rheinischen Apfelwein, sondern haltbare Weine zu erzeugen. Er wurde eine Plantage mit 30.000 Beerenobststräuchern angelegt. Später wurden die Anlagen auf bis zu 30.000 Obstbäume und über eine Million Johannis- und Stachelbeersträucher erweitert. Mit Zusatz von Zucker konnten schwere Weine dargestellt werden, die dem Málaga-Wein oder den ungarischen Weinen ähnlich waren. Das beste Ergebnis war ein Wein, der je zur Hälfte aus Apfelsinnen und dem Saft weißer Kalvillen hergestellt wurde. Aus Johannisbeersaft, mit Wasser verdünnt, wurde ein leicht moussierender Wein hergestellt. Es gelang jedoch nicht, leichte trockene Weine zu produzieren. Mostabgänge bei der Weinproduktion wurden durch Verbindung von in einer Senfmühle bearbeiteten Senfkörnern zur Herstellung von Mostrich verwertet.

#### Brennereien und Weinessig-Fabrik
In Althaldensleben gab es eine Brennerei, die vorher in einer Roßmühle geschrotete Gerste, Hafer, Weizen und Kartoffeln verarbeitete. Es wurde zweimal destilliert. In Hundisburg wurde 1824 auf dem Oberhof eine große Brennerei mit angeschlossener „Veredelungsanlage“ für Liköre/Branntweine verschiedener Art (24 verschiedene Obstsorten) eingerichtet. Nach einem Brand 1848 wurde diese „Obermühle“ abgerissen und 1858 auf dem Unterhof des Gutes neu errichtet. An der Hundisburger Destillerie war auch eine Obstwein-Essigfabrik angeschlossen.

#### Käseherstellung
In der Hundisburger Molkerei wurde „Schweizer Käse“ (womit vermutlich Emmentaler-Käse bezeichnet wurde) produziert. Auf der Hundisburg wurde deshalb ein aus der Schweiz stammender Käsemacher beschäftigt. Auch „wirkliche Schweitzerkühe“ wurden angeschafft.

„Denn dass sich in Deutschland nicht ebenso delikate Käsesorten wie in England und anderen Ländern bereiten lassen sollten, unterliegt keinem Zweifel, wenigstens liefert die Schweitzerkäse-Fabrik des Herrn Nathusius in Althaldensleben und andere den Beweis ...“

#### Brauerei und Bieressig-Fabrik
Die bereits vorhandene alte Klosterbrauerei in Althaldensleben wurde modernisiert und um eine Bieressigfabrik erweitert. Das Produktionsvolumen der Brauerei war erheblich. Die verschiedenen Biersorten wurden außer Haus verkauft, es gab aber auch ein eigenes, stets gutbesuchtes Lokal. Im Wesentlichen wurden starkes, untergäriges Porter und obergäriges Ale hergestellt. Für die Produktion auch von „bayerischem Bier“ wurde ein bayerischer Braumeister eingestellt. Da es mit den anderen Brauerei-Mitarbeitern wiederholt in Streitereien kam, wurde der Mann entlassen und das Projekt nicht weiter verfolgt. Die Brauerei hatte zwei Kühlschiffe. Maische und Hopfen wurden bei allen Bieren häufig gemeinsam gekocht. Die Malzerei befand sich über der Brennerei und nutzte so die dort abgegebene Hitze. In Glüsig wurde auch eine Stärkefabrik angelegt.

#### Getreideverarbeitung
Die Verarbeitung des Getreides zu Mehl erfolgte in einer Mahlmühle, die nach dem Prinzip der englischen Beutelmühle betrieben wurde, wodurch sehr feines Mehl erzeugt werden konnte. Das gewonnene Weizenmehl wurde bis nach Berlin verkauft. Außerdem gab es neben der Grießproduktion auch eine Graupenfabrik (Abschleifen von Hülsenbestandteilen mittels eines Graupenganges). Schließlich wurde auch noch eine Nudelfabrik betrieben.

#### Zuckerfabrik
Die Zuckerfabrik Nathusius (auch als Zuckerfabrik Althaldensleben oder Runkelrübenzucker-Fabrik bezeichnet) bestand von 1812 bis 1820 in Althaldensleben. Sie wurde während der Kontinentalsperre gegründet, war zu ihrer Zeit die größte und modernste Zuckerfabrik Preußens und diente dem preußischen Staat als Untersuchungsobjekt zu einer Musteranstalt.

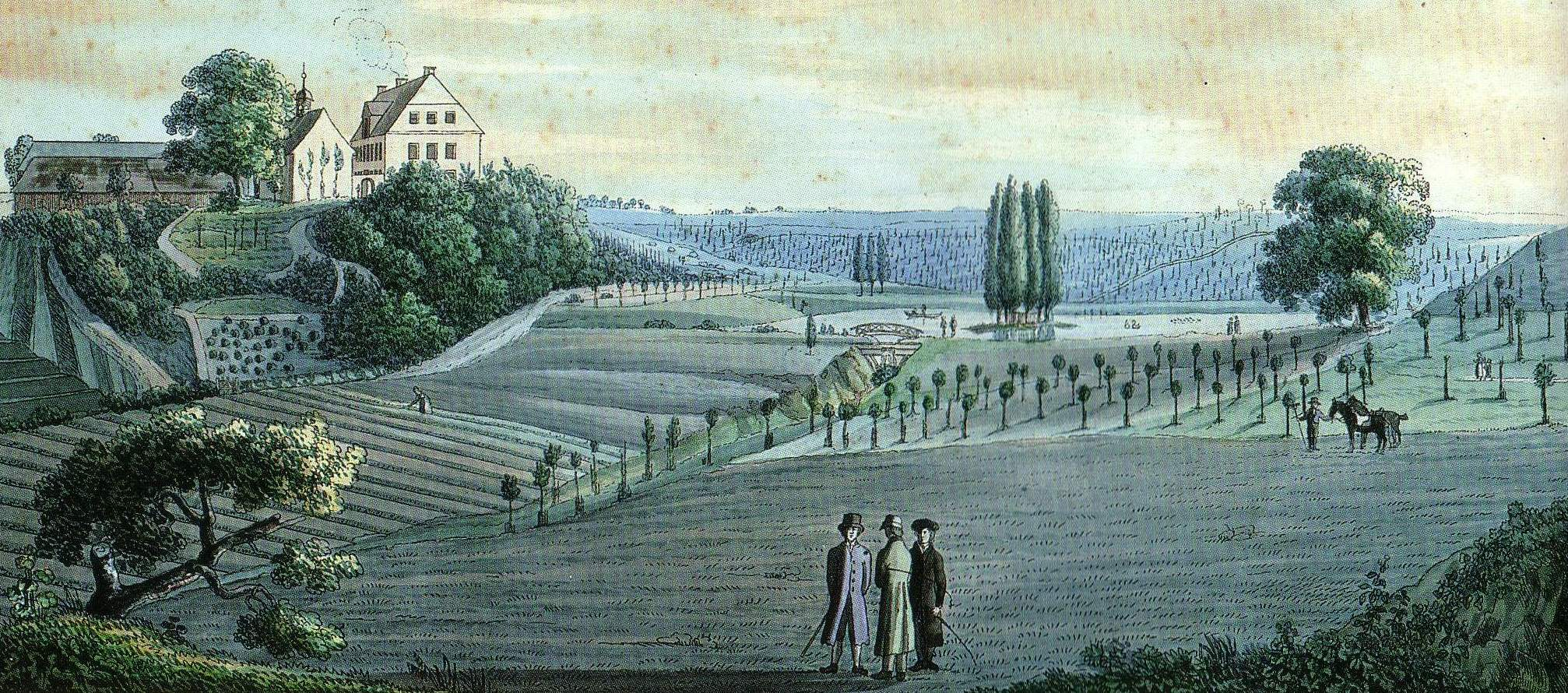
Ansicht von Glüsig etwa um 1820 mit Baumschul-Anlagen. In der Bildmitte, wie auch im Althaldensleber Klosterpark, eine Insel mit einer Pappelgruppe – im vorderen Glüsiger Teich.

### Baumschulen und Handelsgärtnerei
Die Handelsgärtnerei zu Althaldensleben (auch als Handelsgarten, Plantagen oder Baumschulen zu Althaldensleben bezeichnet) betrieb mehrere Baumschulen in Althaldensleben, Hundisburg und Glüsig. Sie gehörte Mitte des 19. Jahrhunderts zu den bedeutendsten Baumschulen Deutschlands. Ihre Anfänge liegen etwa im Jahr 1815 und sie bestand bis in die 1890er Jahre.

### Steinbrüche und keramische Produktion
In den Gewerbeanstalten wurden örtliche Bodenschätze verarbeitet, die selbst gefördert wurden. So ließ Nathusius zunächst durch Sachverständige verwertbare Bodenbestandteile suchen. Dabei wurde Grauwacke (eine damals geschätzte Basis für Baumaterial) gefunden und ein Steinbruch zwischen den beiden Gütern angelegt. In den Althaldensleber Wäldern wurde ausreichend sandhaltiger Lehm gefunden (und in Folge abgebaut), der als „Ziegellehm“ zur Ziegelproduktion verwendet werden konnte. Für die Düngung in der Landwirtschaft und industrielle Tätigkeiten wurde Gips gebraucht. Da sich keine Gipslager auf eigenem Grund fanden, wurde ein nahe gelegener Gipsbruch vom Staat gepachtet.

#### Ziegeleien
Im Jahr 1811 wurde die erste von zwei Ziegeleien nahe dem Großsteingrab „Teufelsküche“ angelegt. Es entstand ein Gehöft mit mehreren Brennöfen. Das verwendete Material war so gut, dass es fast keiner weiteren Bearbeitung oder Reinigung bedurfte, die beiden Ziegeleien lieferten „holländische Qualität“. Produzierte Steine wurden nicht nur bei den umfangreichen eigenen Bauvorhaben verwandt, sondern auch verkauft.

#### Gipsverarbeitung
In Althaldensleben wurde eine Gipsbrennerei sowie eine angeschlossene Gipsmühle angelegt. Der hier gebrannte und gemahlene Gips wurde verkauft; gestampft wurde er als Dünger in der Landwirtschaft verwendet. Außerdem entstand in der Hundisburger Schlossanlage eine Manufaktur, in der aus Gips künstlicher Marmor hergestellt wurde. Die dort produzierten Platten konnten als Zier- und Deckplatten für Kommoden und Tische wie auch als Boden- und Wandfliesen eingesetzt werden. Gute Ergebnisse waren allerdings nur durch aufwändige Schleifvorgänge erreichbar, die zu erheblichen Produktionskosten führten. Im Ergebnis konnten die künstlichen Marmorplatten so nicht deutlich billiger gegenüber echten Produkten angeboten werden; die Manufaktur wurde daher wieder aufgegeben.

#### Töpferei, Steingut- und Flaschenherstellung
Die Anlage einer Töpferei entstand aus dem Bedarf, Platten und Formen zur Zuckerproduktion fertigen zu müssen. Sie wurde zunächst in einem Nebengebäude der Ziegelei errichtet. Als 1813 die Blockade Magdeburgs erwartet wurde, waren auch Arbeiter aus einer Magdeburger Steingutfabrik nach Althaldensleben geflohen. Sie wurden in der Töpferei beschäftigt und bald wurde die Einrichtung einer Steingutproduktion geplant. Eigentlich hätte auf dem Besitz in Schricke eine solche Steingutproduktion etabliert werden sollen, da dessen Lage an der Elbe und nahe den königlichen Forstgebieten dazu besonders günstig erschien. Nun wurde aber ein erster Ofen in einem Anbau der bestehenden Althaldensleber Ziegelei errichtet. 1815 wurde dann ein entsprechendes Gebäude neben dem Althaldensleber Klosterhof gebaut. 1817 beschäftigte die Manufaktur bereits 24 Arbeiter. In den unteren Räumen des neu errichteten Gebäudes befanden sich die Schlemmkästen und Kammern zur Vorbereitung der Masse, die Öfen und die Warenlager. In den oberen Räumen lagen die Arbeitsstuben der Former und der Maler sowie die Trockenstuben. Eine Feuersteinmühle, die von 2 Pferden angetrieben wurde, pulverisierte das zur Steingutmasse erforderliche Feuersteingut. Der benötigte Ton stammte aus der Gegend um Halle (Saale). Die Öfen wurden noch ausschließlich mit Holz geheizt. Anfang der 1820er Jahre waren 200 Beschäftigte in der Steingutmanufaktur tätig. Das produzierte Geschirr war fest, sehr weiß, und die Nachfrage entsprechend hoch. Schließlich gab es auch noch eine „Bouteillenfabrik“.

#### Porzellanfabrik
Die Porzellanfabrik Nathusius (auch: Porcellan-Fabrik zu Althaldensleben) bestand etwa von 1826 bis 1847 in Althaldensleben. Sie war neben der Königlichen Porzellan-Manufaktur (KPM) in Berlin die bekannteste preußische Porzellanmanufaktur ihrer Zeit.

### Pottaschesiederei
Die Anlage einer Pottaschesiederei erfolgte etwa 1813. Kaliumcarbonat, gewonnen aus Holzkohle, wurde für Produktionsverfahren in verschiedenen Betrieben der Gewerbeanstalten benötigt. Es diente als Trennmittel bei der Gipsverarbeitung sowie bei der Herstellung von Farben. Außerdem war es ein wichtiger Zusatz bei der Herstellung von Glas und der Eisen- und Stahlherstellung, der nicht nur als Flussmittel den Herstellungsprozess vereinfachte, sondern auch im Produktionsprozess Schadstoffe entzog und somit dem Material eine verbesserte Haltbarkeit gab. Es bestand auch eine Vitriolsiederei, in der vermutlich Eisen- und Kupfervitriol verarbeitet wurde und die vielleicht auch der Herstellung von Schwefelsäure (eingesetzt in der Lebensmittelherstellung) diente.

### Maschinenfabrik
Die Maschinenfabrik zu Hundisburg (auch „englische Maschinen-Fabrik zu Hundisburg“ oder Nathusius Maschinen-Fabrik genannt) bestand zu Beginn des 19. Jahrhunderts im Schloss Hundisburg sowie mit Teilen im Dorf Hundisburg. Die Geschichte der Fabrik begann mit der Anlage eines Kupferhammers und einer Eisengießerei im Jahr 1814 und endete nach einem Misserfolg bei der Dampfmaschinenherstellung im Jahr 1819. Die Hundisburger Fabrik war die erste Maschinenfabrik Norddeutschlands.

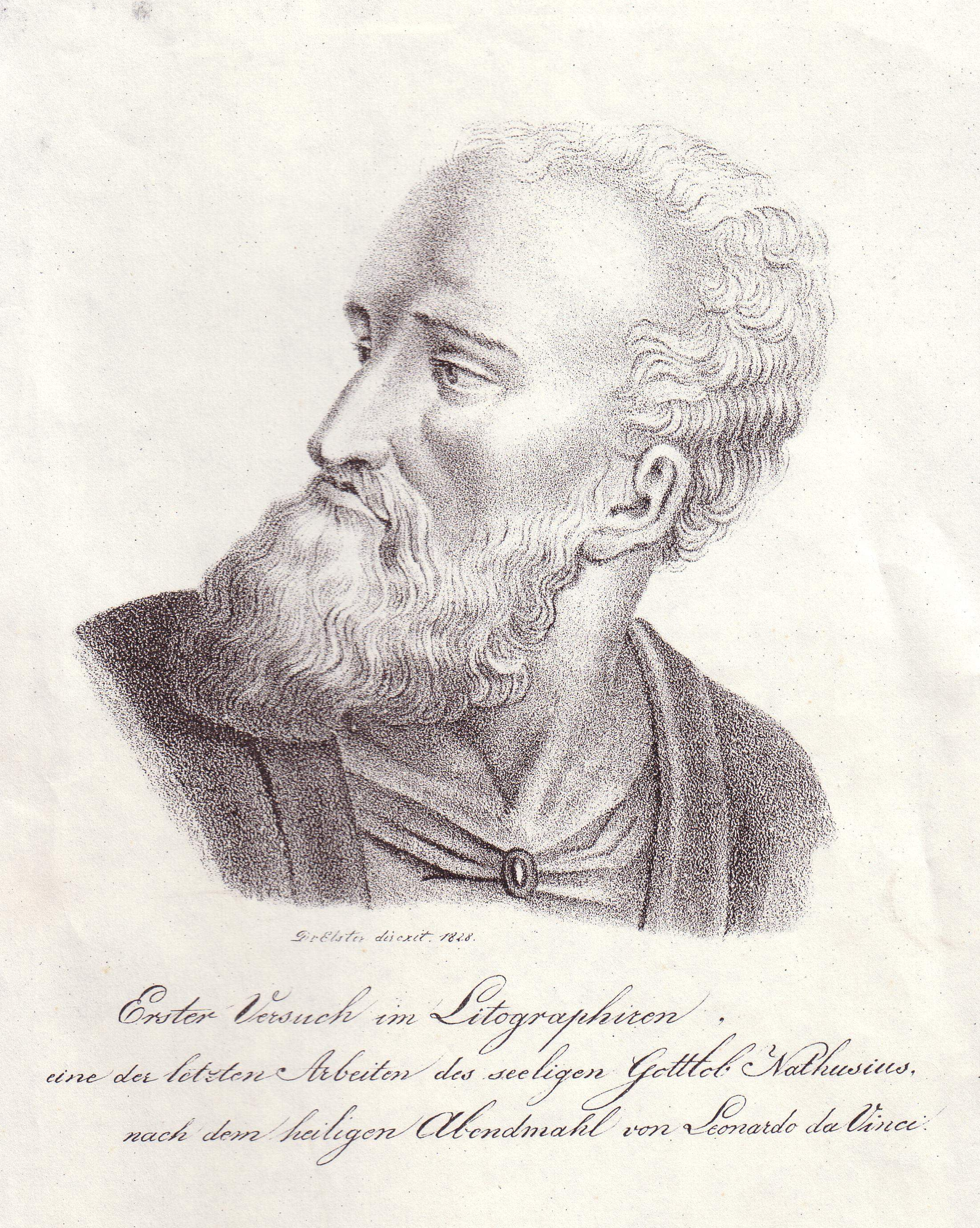
Lithografie aus der Eyraud-Nathusius’schen Lithographieanstalt von 1828

### Steindruckerei
Nachdem bereits Anfang des 19. Jahrhunderts in München, Wien und Kassel die ersten Steindruckanstalten errichtet worden waren, es aber in ganz Norddeutschland noch keine gab, ließ Nathusius 1815 einen Lithografen mit den notwendigen Gerätschaften und einer Partie Solnhofer Steine aus Kassel kommen. Der Kasseler Spezialist sollte einen lokalen Drucker in der Flachdruck-Lithografie ausbilden, den Nathusius in Carl August Eyraud (1790–1872) fand. Für Eyraud wurde im Hundisburger Schloss eine komplette Steindruckerei (die erste Norddeutschlands) eingerichtet, die benötigte Presse wurde in der Hundisburger Maschinenfabrik gefertigt. Hier wurden unter anderem die Verkaufsprospekte und das Verrechnungsgeld der Anstalten gedruckt. Eine zweite Druckerei ließ Nathusius auf Wunsch der preußischen Regierung in Halberstadt anlegen und eine dritte wurde in seinem Auftrag von einem seiner Angestellten in Berlin gegründet.
Bereits 1817 wurde die Hundisburger Druckerei aus unbekanntem Grund geschlossen und Eyraud etablierte sich 1817 mit einem eigenen Geschäft in Neuhaldensleben. Druckaufträge der Gewerbeanstalten wurden ihm erteilt. Kurz darauf, 1819, wurde von Eyraud auch das Neuhaldensleber Wochenblatt gegründet.

## Bedeutung
Die Gewerbeanstalten hatten trotz ihres nur etwa 30-jährigen Bestehens vielfältige Auswirkungen. Ihre betriebs- und volkswirtschaftliche Bedeutung wird aus der umfangreichen zeitgenössischen Fachliteratur deutlich. Die technischen Entwicklungen in der Zucker-, Maschinen- und Porzellanfabrik wirkten befruchtend auf die Wissenschaft ihrer Zeit. Sichtbar wird diese Funktion der Anstalten durch die damalige Anziehungskraft auf Besucher. Sowohl die Lebensleistung von Johann Gottlob Nathusius wie die bis dahin unbekannten, auch negativen Auswirkungen seiner frühindustriellen Tätigkeiten fanden Eingang auch in die belletristische Literatur. Schließlich entstanden aus den mit der industriellen Arbeitsweise einhergehenden sozialen Problemen erste Hilfeansätze in Althaldensleben, die später zur Gründung der Neinstedter Anstalten führen sollten.

### Literarisches Vorbild

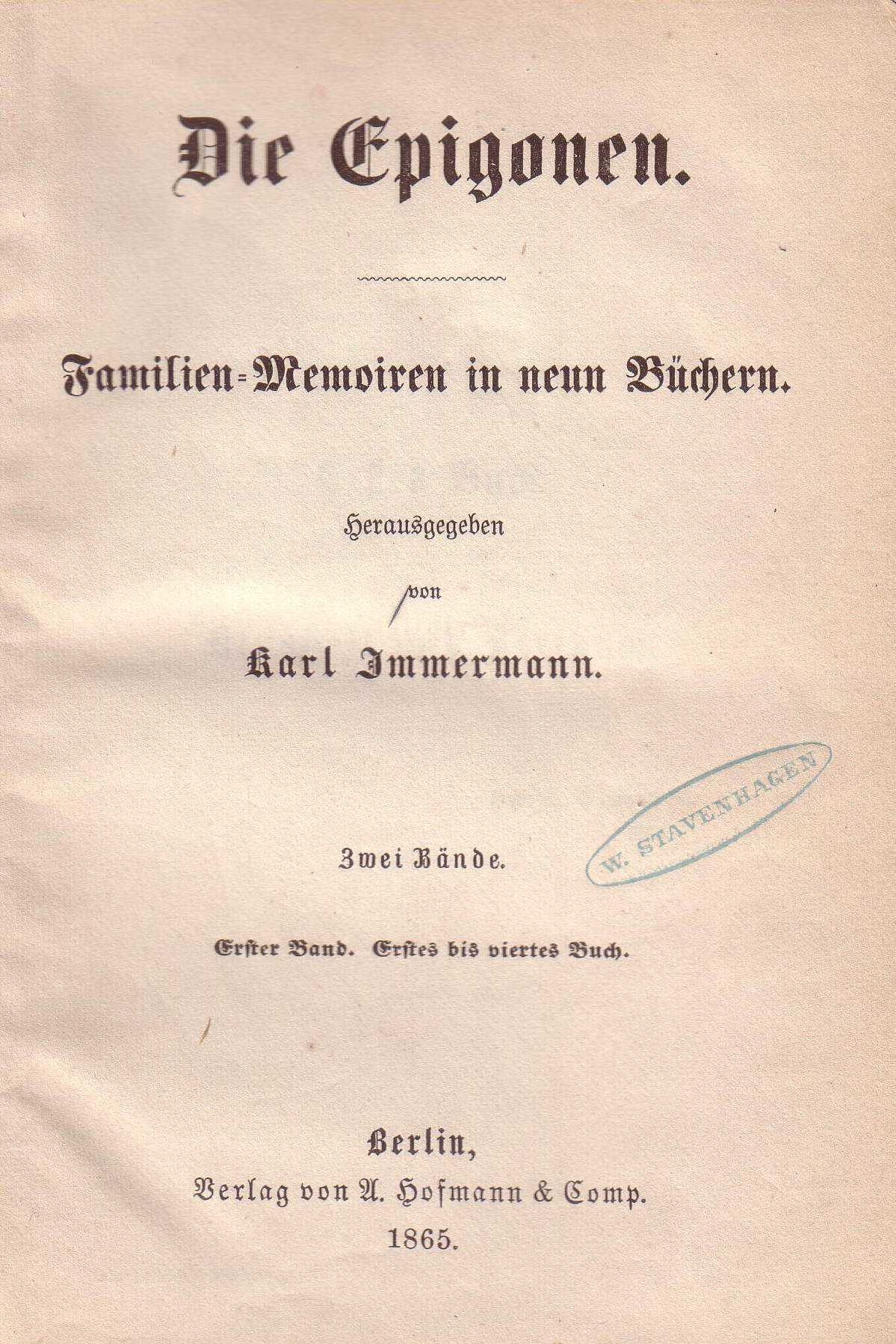
Die Epigonen, Familien-Memoiren in neun Büchern, erschienen im Verlag von A. Hofmann & Comp. im Jahr 1865

Im 1836 entstandenen Sozialroman Die Epigonen verarbeitete Karl Leberecht Immermann den ihm bekannten Nathusius und dessen Gewerbeanstalten in der Romanfigur und den Betrieben des „Onkels“. Immermann hatte 1824 Althaldensleben besucht. Viele Details des Romans beziehen sich auf die Gewerbeanstalten, so beispielsweise das regional gültige Papiergeld. Am 18. April 1824 hatte Immermann aus Magdeburg an die Gräfin Ahlefeldt berichtet:

„Wie ich bei allem, was mir Gutes begegnet, immer zuerst an Sie denke, so wünschte ich Sie auch in voriger Woche zu mir, da ich die Gewächshäuser des reichen Gutsbesitzers Nathusius in Althaldensleben besah. Sie werden vielleicht von den ausgedehnten Besitzungen und weitgreifenden Wirkungen dieses Mannes gehört haben, der aus einem Bettler ein Millionär wurde und sich eigenes Papiergeld fabriziert, welches bei allen Wechslern Kurs hat“

Die Spiegelung des Unternehmers Nathusius und des von ihm geschaffenen Umfeldes tritt in zwei Phasen des Romanes hervor: in den ersten sechs Kapiteln des siebten Buches („Byzanthinische Händel“) und im neunten Buch („Kornelie“). In der Entstehungsgeschichte des Romans gehört das siebte Buch zu den letzten Stücken, die der Verfasser im Sommer und Herbst des Jahres 1835 in Elberfeld schrieb. Das Buch „Kornelie“ dagegen entstand bereits 1824 – noch in Magdeburg; es gehört zu den frühen Teilen des Romans.
Auch Johann Wolfgang von Goethe hat Nathusius, den er persönlich vermutlich nicht kannte und dessen Gewerbeanstalten literarisch verarbeitet. In dem Gesellschafts- und Bildungsroman Wilhelm Meisters Wanderjahre, dem letzten der drei Wilhelm Meister-Romane, der im Jahr 1821 erschien, diente Nathusius als Vorbild eines neuen Unternehmertyps. Mehrfach spielt Goethe auch auf die Gewerbeanstalten an. Vermutlich flossen auch bei der zum Unternehmer ausgestalteten Figur des „Faust“ in Goethes seit 1825 entstandenen Roman Faust. Der Tragödie zweiter Teil Vorstellungen zu Nathusius und seinen Betrieben ein:

„Aber nicht nur in den Wanderjahren denkt Goethe an Nathusius, sondern ganz sicher auch im fünften Akt des zweiten Teiles des Faust, wo er das rastlose, emsige Schaffen des alten Faust, seine Handelsunternehmungen und seine großartige Kolonisationstätigkeit am Meeresstrande schildert: Es gab anno 1832 in ganz Deutschland keinen Mann, auf den diese Schilderung besser passen würde, als auf Nathusius in Althaldensleben“

Clemens Brentano nahm Nathusius in dem 1824 veröffentlichten märchenhaften Kaufmannsroman Das Märchen von Kommanditchen als literarisches Vorbild.

### Regionale Wirtschaftsentwicklung
Die Gewerbeanstalten gelten als Keimzelle der späteren allgemeinen Industrieentwicklung in Haldensleben und Magdeburg. Neben der Vorbildfunktion führten auch Eigengründungen von vorher in den Anstalten beschäftigten Fachkräften zur Entstehung vor allem der Haldensleber Keramikindustrie und des Magdeburger Maschinenbaus.
Zwar verwendete das ortsansässige Töpfereigewerbe schon vor dem Entstehen der Gewerbeanstalten in der Umgebung lagernden Ton zur Herstellung von Gebrauchsprodukten. Die Herstellung wurde aber noch handwerklich betrieben und der Übergang zur gewerblichen Massenfabrikation erfolgte erst in den Gewerbeanstalten. Nach der Auflösung der Nathusius-Manufakturen wurden neue Werkstätten gegründet, welche die Tradition der Massen-Keramikherstellung fortsetzten. Diese Unternehmungen entwickelten sich nach der Jahrhundertwende zu bedeutenden und international bekannten Betrieben, wie die Firma „Schmelzer und Gericke“ in Althaldensleben. In Neuhaldensleben war die Firma „Carstens“ überregional bedeutend. Sie sollte später stark expandieren und zwischen 1920 und 1930 siebzehn Steingut- und Porzellanfabriken in Deutschland übernehmen. Die auf die Gewerbeanstalten zurückgehende Keramikindustrie (Zierkeramik und Sanitärporzellan) war in der DDR ein sehr bedeutender, und ist auch heute ein wichtiger Industriezweig Haldenslebens. Ein Teil der Haldensleber Keramikproduktion gehört heute zu Keramag. Mit der Errichtung der Ziegeleien in den Gewerbeanstalten wurde der Grundstein für die weitere Entwicklung der Baustoffindustrie in der Region gelegt. Auf der Grundlage lokaler Tonvorkommen entstanden in Folge an vielen Standorten im Kreis Ziegeleien, die vorwiegend normalformatige Mauersteine und Dachziegel herstellten.
Die Hundisburger Maschinenfabrik sowie die Althaldensleber Zuckerfabrik gaben einen wesentlichen Anstoß zur Entwicklung des Maschinenbauindustrie in Magdeburg. Anders als in anderen Gegenden Deutschlands wirkte im heutigen Sachsen-Anhalt die Zuckerrübe als Auslöser des Maschinenbaus, da in den fruchtbaren Böden der Magdeburger Börde zuckerhaltige Rüben angebaut werden konnten. Geeignete bislang importierte Rübenverarbeitungsmaschinen konnten in Hundisburg gefertigt werden. Die Konstruktion einer gebrauchsfähigen Dampfmaschine gelang dort zwar nicht, aber nach Einstellung der Maschinenbauaktivitäten auf dem Hundisburger Schloss, wechselten die dort beschäftigten Brüder Aston nach Magdeburg und gründeten dort eine eigene Maschinenfabrik.

### „Lehranstalten“
Da die Gewerbeanstalten als erster Industriekonzern galten und über Magdeburgs Grenzen hinaus bekannt waren und auch wegen des Mangels an Lehranstalten oder Ausstellungen in der damaligen Zeit, wurden die Gewerbe in Althaldensleben und Hundisburg zu einer Anlaufstelle wissbegieriger Besucher. Neben regionaler Prominenz kamen Wissenschaftler aus ganz Deutschland wie auch aus Polen, Russland, Frankreich, England, Dänemark, Schweden, der Schweiz und sogar aus den USA zu Besichtigungen.
Unter den bedeutenden Naturwissenschaftlern, die die Gewerbeanstalten besuchten waren die Chemiker Robert Bunsen, Johann Wolfgang Döbereiner, Sigismund Friedrich Hermbstädt und Jakob Berzelius; die Landschaftsplaner Peter Joseph Lenné (anlässlich eines sechstägigen Besuches zu Projektierungsarbeiten in Magdeburg besuchte er 1824 Althaldensleben), Fürst Hermann von Pückler-Muskau und Wilhelm Sello; die Mediziner Ernst Ludwig Heim (Besuch 1818), Magnus Pontin (Leibarzt des Königs von Schweden und Schriftsteller) und Friedrich Ludwig Jahn (etwa 1844); die Landwirtschaftswissenschaftler Albrecht Daniel Thaer und Professor Oken (Zoologe aus Hannover). Zu den Althaldensleben besuchenden Herrschern oder Politikern gehörte der Großherzog Carl August von Sachsen Weimar (29. Oktober 1821, gem Eintrag in das Nathusius’sche Gästebuch), der Vize-König von Hannover Adolph Herzog von Cambridge (Besuch etwa 1833), der Staatskanzler Karl August von Hardenberg (1817), Ludwig von Vincke (Oberpräsident von Westfalen) und der Minister Carl Friedrich von Beyme. Weitere bedeutende Besucher waren die Militärs August Graf Neinhardt von Gneisenau, von Jagow und Gustav Graf von Hacke (beide waren Magdeburger Korpskommandeure und Stadtkommandanten) sowie der französische General und Politiker Lazare Nicolas Marguerite Carnot. Bekannte kirchliche Besucher waren Karl Friedrich Göschel, Karl Heinrich Sack und Leberecht Uhlich.
Friedrich Julius Otto (1809–1870) vermerkt als Professor der technischen Chemie und Pharmazie am Collegium Carolinum in Braunschweig im Vorwort zur ersten Auflage seines Standardwerks (1837) zu der rationellen Praxis landwirtschaftlicher Gewerbe, dass er ... mehrere Jahre in der, allgemeinen und rühmlichst bekannten, Gewerbeanstalt des Herrn Nathusius zu Althaldensleben als Chemiker fungierte, und als solcher die beste Gelegenheit hatte, die landwirthschaftlichen Gewerbe zu studieren und selbst zu betreiben .

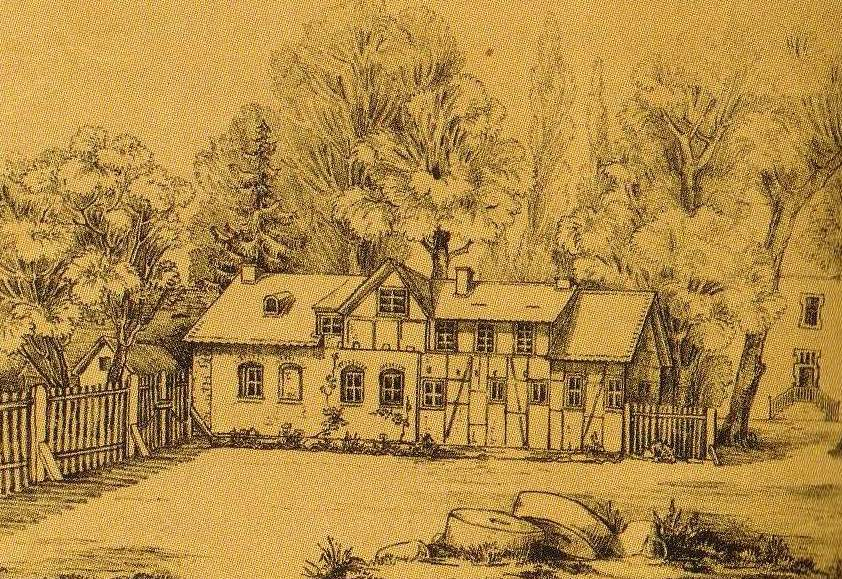
Das „Rettungshaus“ in Althaldensleben etwa 1860

### Soziale Frage und soziales Engagement
Die frühindustriellen Aktivitäten der Gewerbeanstalten führten zu einer Änderung vormals bäuerlichen Lebensstils in Althaldensleben und Umgebung. Beim Tod von Johann Gottlob Nathusius bestand die Althaldensleber Einwohnerschaft überwiegend aus „Fabrikbevölkerung“. Familiäre Strukturen lösten sich auf. Die zunehmende Außerhaus-Gewerbstätigkeit von Frauen führte zu einer mangelhaften Betreuung von Kindern während der Arbeitszeit. Aber auch die Kinderarbeit wurde eingeführt. Bereits im Jahr 1800 hatte die Magdeburger Tabakmanufaktur unter den 254 Arbeitskräften 62 Kinder beschäftigt. Auch wenn Nathusius bei seinen Aktivitäten stets auch das Gemeinwohl im Auge hatte und Bedürftige unterstützte, führte die zunehmend industrielle Arbeitsweise auch in Althaldensleben zu kritischen sozialen Verhältnissen.

„Die ausgedehnten gewerblichen Anlagen des Vaters Nathusius endlich hatten die Bevölkerung und den Zuschnitt des Dorfes fast über das Maaß eines Dorfes hinauswachsen lassen, es zählte eine zeitlang nahe an 2.000 Einwohner, und man weiß auch was von Fabrikbevölkerungen meistens gilt. Ziemlich bedeutende Almosen an Brot, Holz und Geld, die monatlich ausgesetzt waren, konnten wie äußerlich Wohlthun überhaupt die Quelle der Noth nicht stopfen, sie trugen sogar das Ihrige bei, die sittlichen Bande, z. B. zwischen Eltern und Kindern, die bereits der frühe Verdienst der letzteren so gefährdete, völlig zu lösen, indem man die Erhaltung der Alten und Schwachen als eine Gutspflicht zu betrachten sich gewöhnt hatte. So war neben verhältnismäßig viel Verdienst und Wohlstand auch sittlich und leiblich Elend genug zu finden“

Zu den Maßnahmen zur Unterstützung der Bevölkerung und Arbeiter gehörten neben Spendengaben auch die Gewährung niedrigverzinslicher Baudarlehen und die Lieferung von Baumaterialien zum Selbstkostenpreis. Am 3. März 1846 wurde die Gründung einer „Spar-Casse“ der Porzellan- und Steingutfabrik (zum 1. April 1846) bekanntgegeben. Zur Betreuung der vernachlässigten, tagsüber nichtbeaufsichtigten Kinder erwerbstätiger Mütter gründeten Philipp von Nathusius und seine Frau Marie zunächst eine „Kinderbewahranstalt“, später kamen ein „Rettungshaus“ und eine Mädchenschule dazu.

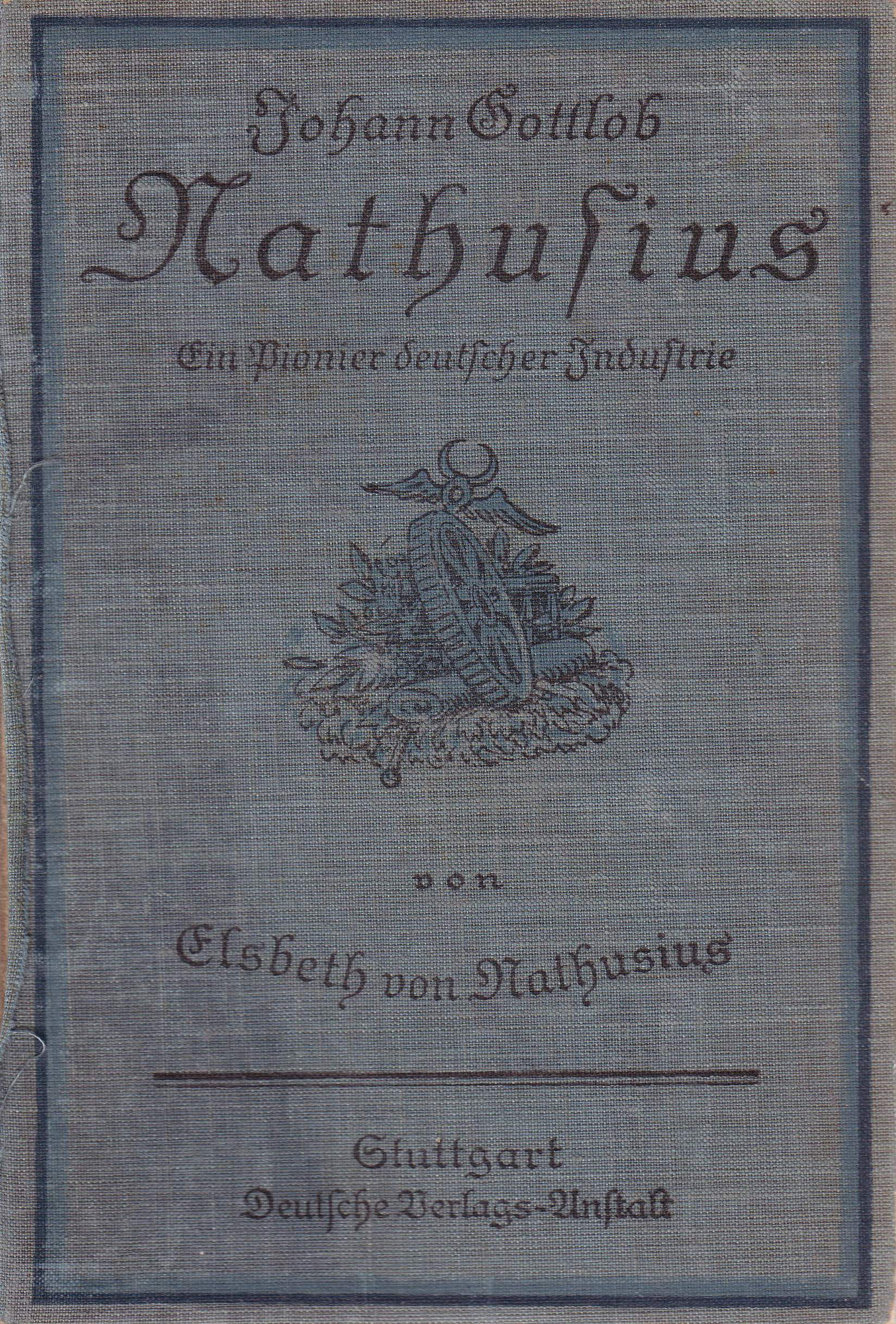
Johann Gottlob Nathusius. Ein Pionier deutscher Industrie